# هسته‌زایی (فیزیک)
تولید هسته‌های اتمی بر اثر واکنش‌های هسته‌ای در دما و فشار بالا را هسته‌زایی (به انگلیسی: Nucleosynthesis) می‌گویند. در این فرایند هسته یک اتم از هسته‌های موجود دیگر و ذرات بنیادی پروتون و نوترون ایجاد می‌شود.